# シルフィード号

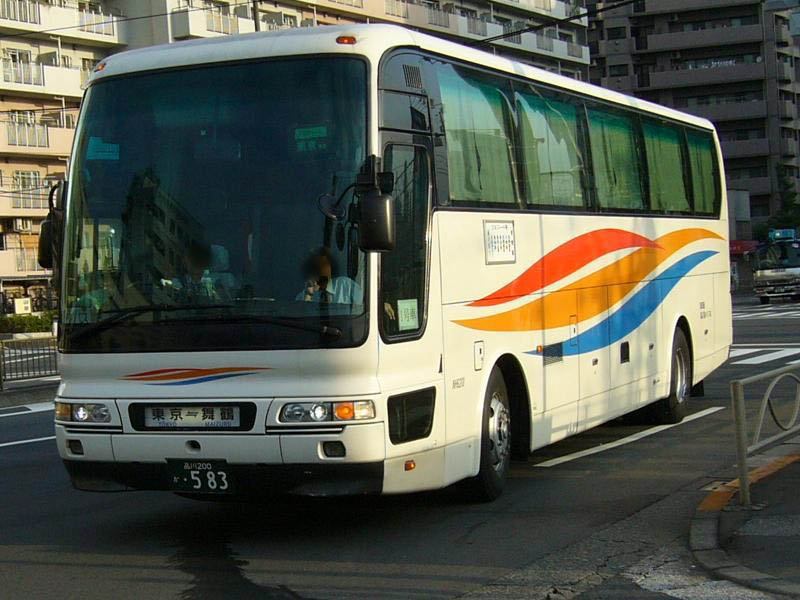
羽田京急バスの車両
三菱ふそう・エアロクィーンI

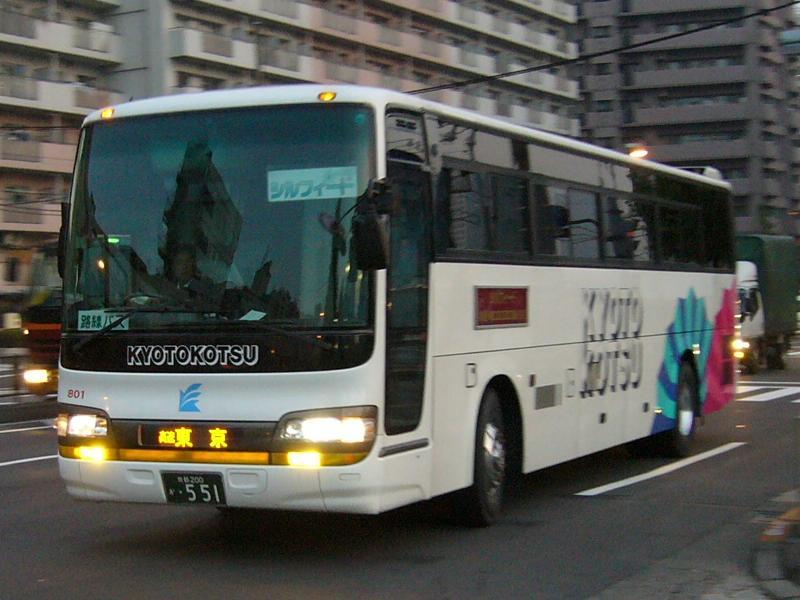
京都交通の車両
日野セレガR FD

シルフィード号（シルフィードごう）は、東京都港区と京都府亀岡市・福知山市・綾部市・舞鶴市を結んでいた夜行高速バス。路線愛称の「シルフィード (sylphid) 」は「風の精霊・妖精」を意味する。
1991年（平成3年）8月11日運行開始。2019年（平成31年）3月9日、バス乗務員不足を理由として、同年（令和元年）5月12日出発便をもって運行を休止し、その後廃止された。

## 概要
運行回数は夜行便1日1往復。全便座席指定制のため、乗車には予約が必要であった。

### 運行会社
- 京浜急行バス
  - 羽田営業所が夜行0.5往復を担当。
  - 運行開始時は京浜急行電鉄直営（羽田営業所）→京急バス（後の羽田京急バス）設立後に移管→京浜急行バス羽田営業所へ再移管。
- 京都交通
  - 舞鶴営業所[5]が夜行0.5往復を担当。
  - 京都・亀岡駅での予約・発券業務は京阪京都交通・京阪バスでも可能であった。

### 運行休止の経緯
京都交通の公式ウェブサイトによれば、共同運行会社の京浜急行バスから路線休止の申し出を受け、京都交通では単独運行も検討したものの、路線休止とすることを決定した。
路線休止に伴い、5月10日から12日までの出発便の乗客には記念品が贈呈された。有効期限内の専用回数券は、5月13日より販売窓口にて無手数料で払い戻しを行う。

## 歴史
- 1991年（平成3年）8月11日 - 運行開始[1][2][3]。
- 1993年（平成5年）11月2日 - 「中舞鶴」バス停を新設[7]。
- 1997年（平成9年）7月19日 - 亀岡駅経由に変更。
- 2002年（平成14年）4月1日 - 東京側の運行会社が京浜急行電鉄から京急バスへ移管[1]。
- 2006年（平成18年）3月20日 - この日の下り便より「舞鶴営業所」バス停を新設、「東舞鶴」バス停を廃止[8][9]。
- 2009年（平成21年）7月17日 - 運行経路を名神高速道路経由から伊勢湾岸自動車道・新名神高速道路経由に変更[10]。
- 2016年（平成28年）12月5日 - 京浜急行バスが2017年（平成29年）3月16日まで（年末年始を除く）の期間限定で運賃値下げキャンペーンを行う[11]。
- 2018年（平成30年）4月1日 - 羽田京急バスの吸収合併[1]に伴い、東京側の運行会社が京浜急行バス羽田営業所へ再移管。
- 2019年（平成31年・令和元年）
  - 3月9日 - 京浜急行バスと京都交通が、同年5月12日発の運行をもって「シルフィード号」を運行休止とすることを発表[4][5][6]。
  - 5月12日 - この日の出発便（上下便とも同日）をもって運行休止[1][4][5][6]。

## 停留所・経路

### 停車停留所
品川BT ・ 浜松町BT - 亀岡駅前 ・ 福知山駅前（北口） ・ 綾部駅前 ・ 西舞鶴駅前 ・ 中舞鶴 ・ 東舞鶴駅前 ・ 舞鶴営業所
東京都内、京都府内相互での乗降は不可。

### 運行経路
東京都港区内 - 霞が関出入口 - 首都高速都心環状線 - 首都高速3号渋谷線 - 東名高速道路 - 新東名高速道路 - 伊勢湾岸自動車道 - 東名阪自動車道 - 新名神高速道路 - 名神高速道路 - 京都南IC - 国道1号 - 京都府道201号中山稲荷線 - 国道9号 - 沓掛IC - 京都縦貫自動車道 - 亀岡IC - 国道372号 - 亀岡市内 - 国道372号 - 亀岡IC - 京都縦貫自動車道 - 丹波IC - 国道9号 - 福知山市内 - 京都府道8号福知山綾部線 - 綾部市内 - 国道27号 - 綾部安国寺IC - 京都縦貫自動車道 - 舞鶴若狭自動車道 - 舞鶴西IC - 国道27号 - 舞鶴市内

## 車両

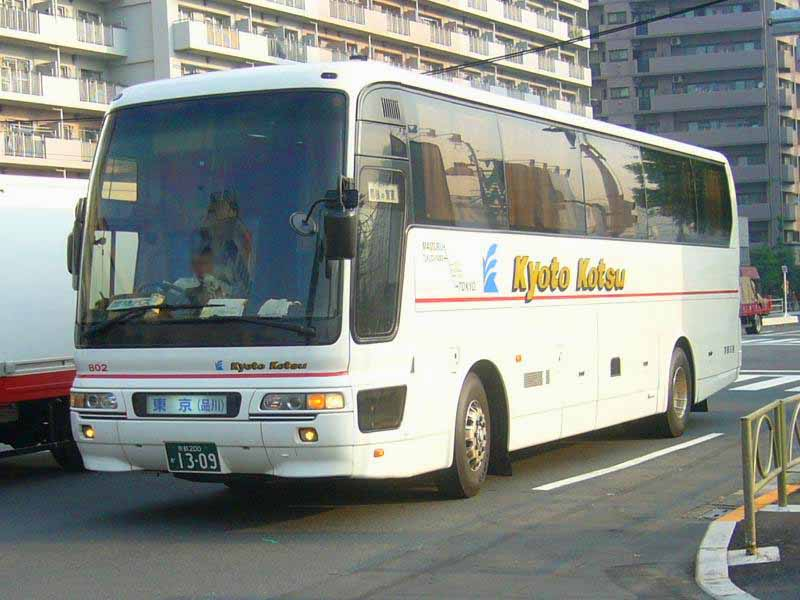
過去の車両（京都交通）
日本交通からの移籍車

両社とも原則として独立3列シート・トイレ付のスーパーハイデッカー車で運行。京都交通の一部便ではハイデッカー車を使用。
羽田京急バス
- 三菱ふそう・エアロクィーンI
- 2013年から新型エアロクィーン（3代目）へ変更。

京都交通
- 三菱ふそう・エアロクィーンI（日本交通から移籍した元「鬼太郎バス」、キャメル号参照）
- 日野セレガR FD（ハイデッカー）
- その後[いつ?]、日野・セレガ（2代目・スーパーハイデッカー）、新型エアロエース（3代目）へ変更。

### 車内設備・備品
- 独立3列シート
- フットレスト、レッグレスト
- ビデオ、マルチステレオ
- トイレ、読書灯
- おしぼり、スリッパ、ブランケット貸出